# Herff (Adelsgeschlecht)

Wappen derer von Herff

Herff ist der Name eines französisch-deutschen Adelsgeschlechts. Eines ihrer Güter lag zu Herve bei Lüttich (Belgien). Die Familie wird dort öfter unter den Namen „de Goer, de Gru, de Greff, de Greiff, de Greffier de Herff, seigneur de Montfort“, erwähnt. Infolge von Religionsverfolgungen wanderte die Familie von Herve um 1572 nach der Pfalz aus.

## Geschichte

### Herkunft und Auswanderung
Die Familie von Herff stammt ursprünglich, wie alte Familienurkunden berichten, aus Frankreich (Grenze von Belgien). Auch war sie in „Brabant und dem sogenannten Lütticher Land“, welche beide zu den ehemaligen österreichischen Niederlanden, gehörten, begütert. Eines ihrer Güter lag zu Herve bei Lüttich. Nähere Nachrichten über die Familie enthält das Werk „Wappensammlung der Bürgermeister der edlen Stadt Lüttich“, in welcher man die Genealogie der Bischöfe und Häupter des Adels und der vornehmsten Familien dieses Landes findet. In diesem Werke werden unter anderem folgende Personen der Familie erwähnt:
- Jakob de Chochier hatte Marie de Bois, die Tochter des Jakob de Bois, Herrn v. Nivelle an der Maaß, und der Anna de Herve, Tochter des Johannes de Herve, Commissairs der Stadt Lüttich v. 1340–1358, zur Frau.

- Julian de Herve hat seinen Grabstein zu St. Nicolaus an der Maaß, vor dem Altar links, mit folgender Inschrift: „Hier ruht Julian de Herve, der ehemals das Oberhaupt der Stadt Lüttich war und im Jahr 1363 den 25. November starb.“

- Arnold de Bergler heiratete im Jahre 1485 Inde, Tochter des Collard Jakob de Herve.

- Ein gewisser Dollen de Chenemont hatte die Schwester von Roccaw de Herve, Herrn von Montfort und Amtmann von Condroz, zur Frau.

- Zu Zeiten der Hohenstaufen wird jedoch schon eines „Herve de Donzi“ im Gefolge eines französischen Königs gedacht.[1]

In der Mitte des 16. Jahrhunderts, als sich die Reformation auch in den ehemaligen österreichischen Niederlanden ausbreitete, schloss sich die Familie von Herve der neuen Konfession an. Aus diesem Grunde wurde sie zur Zeit der mit der spanischen Herrschaft verbundenen Religionsverfolgungen aus ihren Besitzungen 1572 vertrieben. Nach dieser Ausweisung ließ sich nun die Familie von Herve in Deutschland nieder, teilte sich in verschiedene Linien und nahm ihren Wohnort in den Städten: Kreuznach (später St. Goar und Hanau), Frankfurt, Straßburg, Alzey, Worms, wo man die Eingewanderten nach dem Ort ihrer Herkunft, die Männer von Herv (zu Deutsch Herff ausgesprochen), nannte.
Von dieser Zeit an führten alle Linien der Familie nur den Namen Herff als gemeinsamen Familiennamen fort, bis auf den Zweig, welcher sich in Augsburg niederließ und daselbst den alten Familiennamen, wie eine Urkunde berichtet, beibehielt. Der alte französische Name fiel mit der Zeit der Vergessenheit anheim und ist nur noch durch Tradition in einigen Linien erhalten geblieben, woher es auch kommt, dass er in verschiedener Form: „Baron de Gru, Greff, Greffn, Greffier de Herff“ angegeben wird.

### Tradition
In allen Zweigen blieb bei der Familie etwas bis auf den heutigen Tag erhalten. Es ist dies das alte adelige französische Familienwappen, welches von allen Linien unverändert fortgeführt wird. Dieses alte Wappen war genau so, wie im Wappenbrief angeführt ist, nur mit dem Unterschied, dass als Helmkleinod zwei silberne Adlerflügel in deren Mitte eine goldene Lilie schwebt, und als Schildhalter zeitweise zwei Löwen gebraucht wurden. Von den Geschlechtsregistern sind nur noch wenige Bruchstücke erhalten, die bei der Familie aufbewahrt sind; die Linie von Kreuznach, siedelte später nach St. Goar und von dort nach Darmstadt über.

### Standeserhebung
Adolf Friedrich von Herff (* 29. August 1779 in Darmstadt; † 1. Jan/Mai 1827 ebenda), Grossherzoglich Hessischer Major in [Heppenheim], und sein Bruder Christian Samuel (* 30. Oktober 1784/1785 in Darmstadt; † 17. Dezember 1853 ebenda), Grossherzoglich Hessischer Regierungsrat am Oberappellations- und Kassationsgericht in Gießen, Herr auf Neutsch i. Odenwald, erhielten de dato Darmstadt 29. Juli 1814 durch den Großherzog Ludwig I. von Hessen und bei Rhein den Adelstand des Großherzogtums. – Der Vater der vorgenannte beiden Gebrüder, nämlich Johann Friedrich Vollrath von Herff (* 14. Mai/10. April 1750 in St. Goar a. Rhein; † 15. September 1815 in Gießen) Grossherzoglich Hessischer Geheimrat und Ober Marschkommissär zu Gießen, erhielt vom selben Fürsten de dato Darmstadt 1. August 1814 den Adelstand.
Der Vater mit den genannten beiden Söhnen erhielt nachträglich noch de dato Darmstadt 17. Sept. 1814 einen Wappenbrief mit Verbesserung ihres ererbten Wappens.

## Stammreihe
Die Stammreihe beginnt mit Jean Herve (* 1. November 1584 in Frankenthal; † 1633), Bierbrauer in Worms (1627), ⚭ um 1620 Elisabeth Philippi
- Deren Sohn Johann Friedrich Herff (* 1621 Frankenthal, † 13. Jan. 1682 Kreuznach), kurfst. Schaffner zu St. Peter, Ratsherr in Kreuznach, ⚭ um 1654 Susanna von Wingen (* 9. Dez. 1623 Frankfurt am Main, † 27. Okt. 1694)

- Deren Sohn Abraham Heinrich (* Dez. 1655, † 19. Sept. 1727 Kreuznach), Gemeinschaftlicher Zollbereiter und Umgelder in Kreuznach, ⚭ Maria Margarethe Wienold (* 7. April 1676 Kreuznach, † 12. April 1748 ebenda)

- Deren Sohn Johann Daniel (* 11. Aug. 1705 Kreuznach, † 26. Okt 1760 ebenda), Kaufmann und Bürgermeister von St. Goar, ⚭ St. Goar 3. Sept. 1731 Christina Goedecke (29. April 1742 St. Goar)

- Deren Sohn Vollrath Friedrich gen. Johann Friedrich Vollrath von Herff (* 14. Mai/10. April 1750 in St. Goar a. Rhein; † 15. September 1815 in Gießen), Grossherzoglich hessischer Geheimrat, wirklicher Kriegs- und Steuerrat und Obermarschkommissarius, ⚭ 26. Okt. 1776 Arnoldinge Christine Reichmuthe Diesterweg (* 4. März 1750 Siegen, † 21. Sept. 1824 Dillenburg), Tochter des fürstl. nassau. Kammerrates Adalbert Adolf Diesterweg und der Arnoldine Adolfine.

Deren Kinder
1. Adolf Friedrich von Herff  (* 29. August 1779 in Darmstadt; † 1. Jan/Mai 1827 ebenda) ⚭ Wilhelmina Dietz

2. Albertine von Herff  (* 9. Juni 1782 Darmstadt, † 18. Okt. 1858 Wiesbaden) ⚭ Holland 12. Mai 1798 Wilhelm Eduard von Heemskerk (* 2. März 1779 Holland, ermordet zu Wilna im russ. Feldzuge 1812 als herz. nassau. Oberstlieutenant)

3. Wilhelmine von Herff  (* 9. Juni 1782 Darmstadt, † 15. Nov. 1848 Gießen), Zwillingsschwester der Vorigen ⚭ 13. März 1799 Henri Cliquot (* 1778, † 1815 Rheims als kais. französ. Kapitän)

4. Christian Samuel von Herff  (* 30. Oktober 1784/1785 in Darmstadt; † 17. Dezember 1853 ebenda) ⚭ 26. Mai 1819 oder 12. Dezember 1819 Karoline Christine Elisabeth Freiin v. Meusebach (* 2. Mai 1795 Dillenburg, † 28. April 1870 Bonn a. Rh.), Tochter des fürstl. Wied. Oberstallmeisters Ludwig von Meusebach, auf Voigtstedt in Sachsen und der Friederike, geb. von Neufville.

5. Maria Elisa von Herff  (* 11. März/Dez. 1796 Gießen, † 31. Juli 1875 Eschau) ⚭ Gießen-Wieseck 13. Okt. 1814 Andreas Lahr (* 13. Sept./Okt. 1790 Wendelsheim, † 14. März 1855 Gießen-Wieseck) luther. Pfarrer zu Albig-Rheinhessen
Der oben genannte Christian Samuel von Herff (* 30. Oktober 1784/1785 in Darmstadt; † 17. Dezember 1853 ebenda) wurde über seine Söhne zum Stammvater von vier Linien:
- Linie I: Die Nachkommen des Dr. med. Ferdinand von Herff (1820–1912), der 1847 in die USA auswanderte
- Linie II: Nachkommen des Karl von Herff (1821–1888), hessischer Landgerichtsdirektor
- Linie III: Nachkommen des Adolf Friedrich Ludwig von Herff (1825–1901), hessischer Oberst
- Linie IV: Nachkommen des Prof. Dr. med. Balduin von Herff (1829–1876)
- Linie V: Nachkommen des August von Herff (1832–1912), hessischer Ordenskanzler, Generalmajor und Flügeladjutant à la suite des Großherzogs Ludwig IV. von Hessen-Darmstadt

## Wappen
Wappenbrief: 17. Sept. 1814
In Blau ein eingebogener, bis zur Herzstelle reichender, oben in einen Leistenpfahl endender silberner Leistensparren, begleitet oben beiderseits von einer goldenen Lilie, unten von einer goldbesamten silbernen Rose. Auf dem gekrönten goldenen Helme eine goldene Straußfeder zwischen zwei silbernen – Decken: blau-golden.
Eine Wappendarstellung auf einem Grabstein zeigt als abweichende Tingierung im Schild unter dem Sparren ein goldenes Feld und blau-goldene Decken.

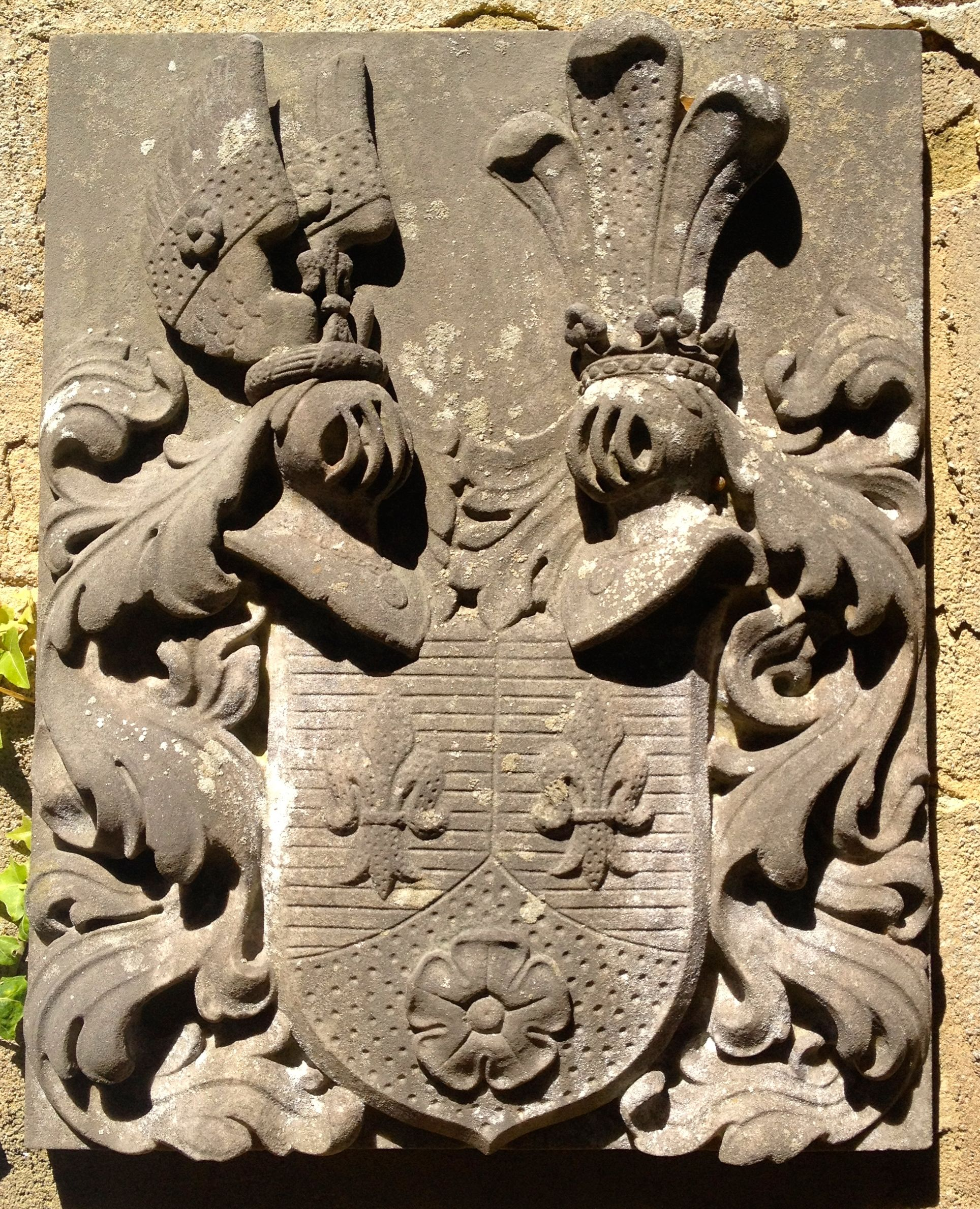
Wappen derer von Herff
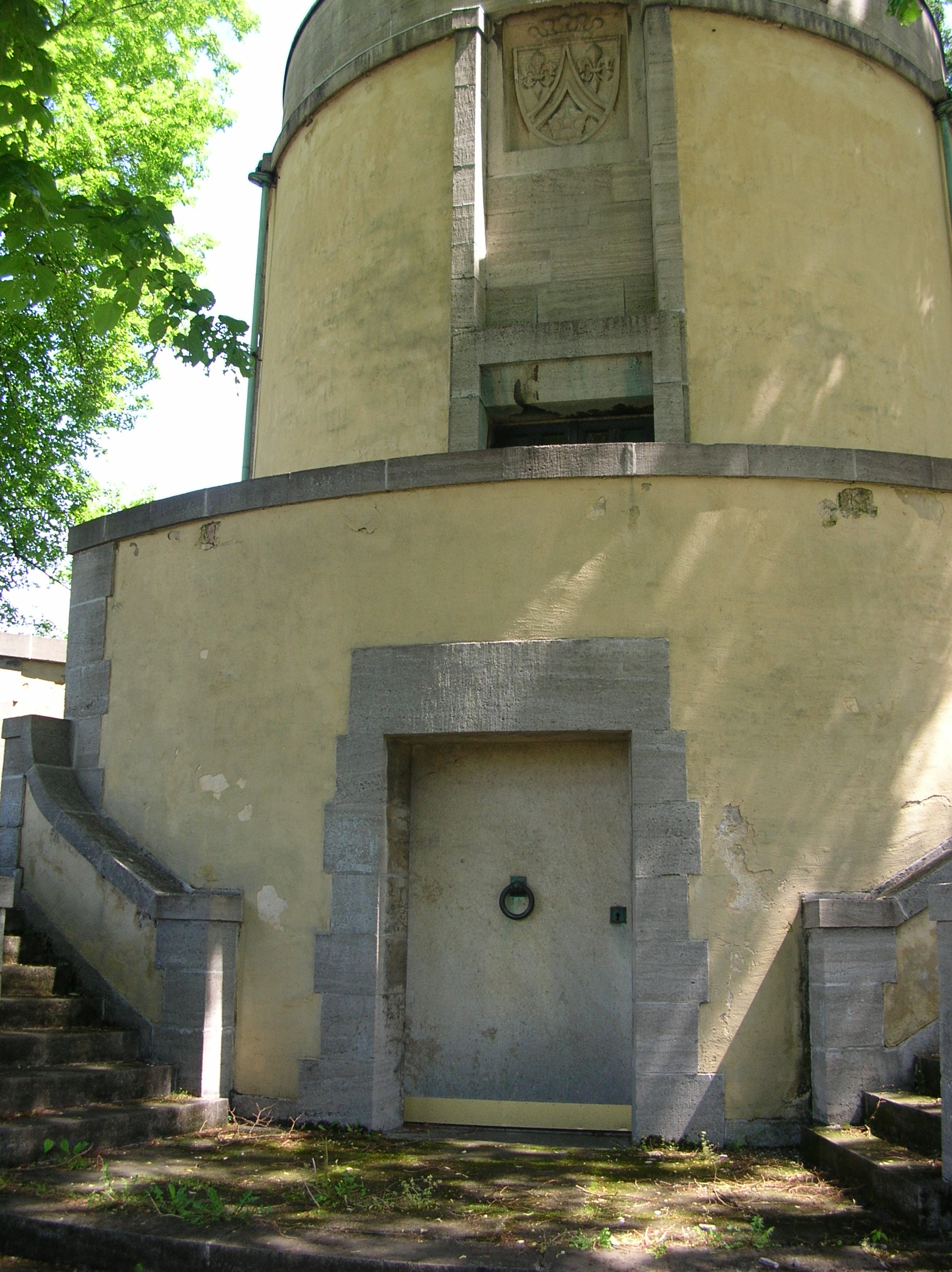
Wappen am Grabmal von Herff in Darmstadt
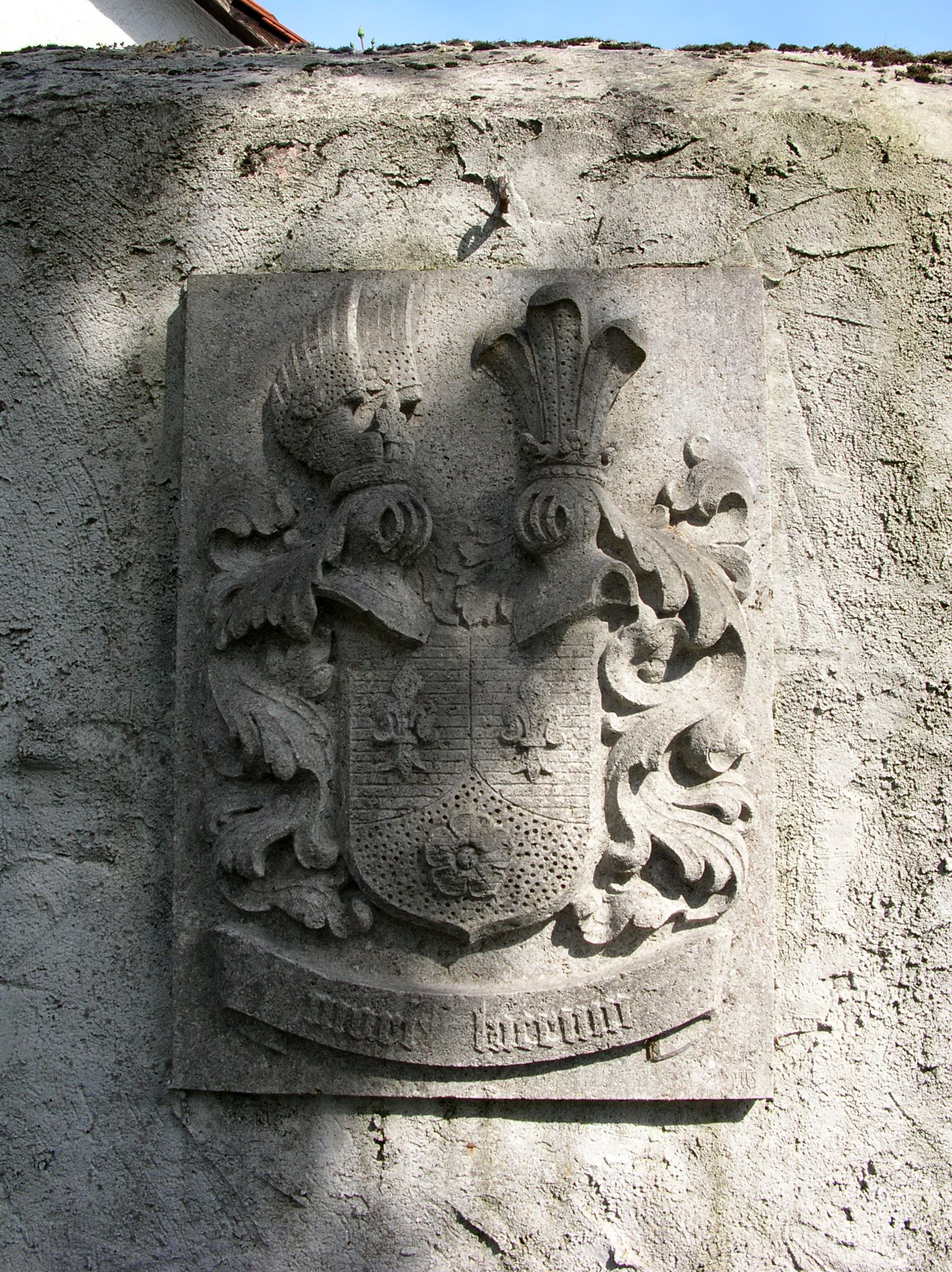
Wappen derer von Herff

## Bekannte Familienmitglieder
- August von Herff (1859–1938), preußischer Sanitätsrat, Augenarzt und Ehrenritter des Johanniterordens
- Otto von Herff (1856–1916) aus Linie IV, Professor der Gynäkologie an der Universität Basel
- Karl von Herff (1860–1939), preußischer Generalleutnant
- Maximilian von Herff (1893–1945), SS-General und Chef des SS-Personalhauptamtes

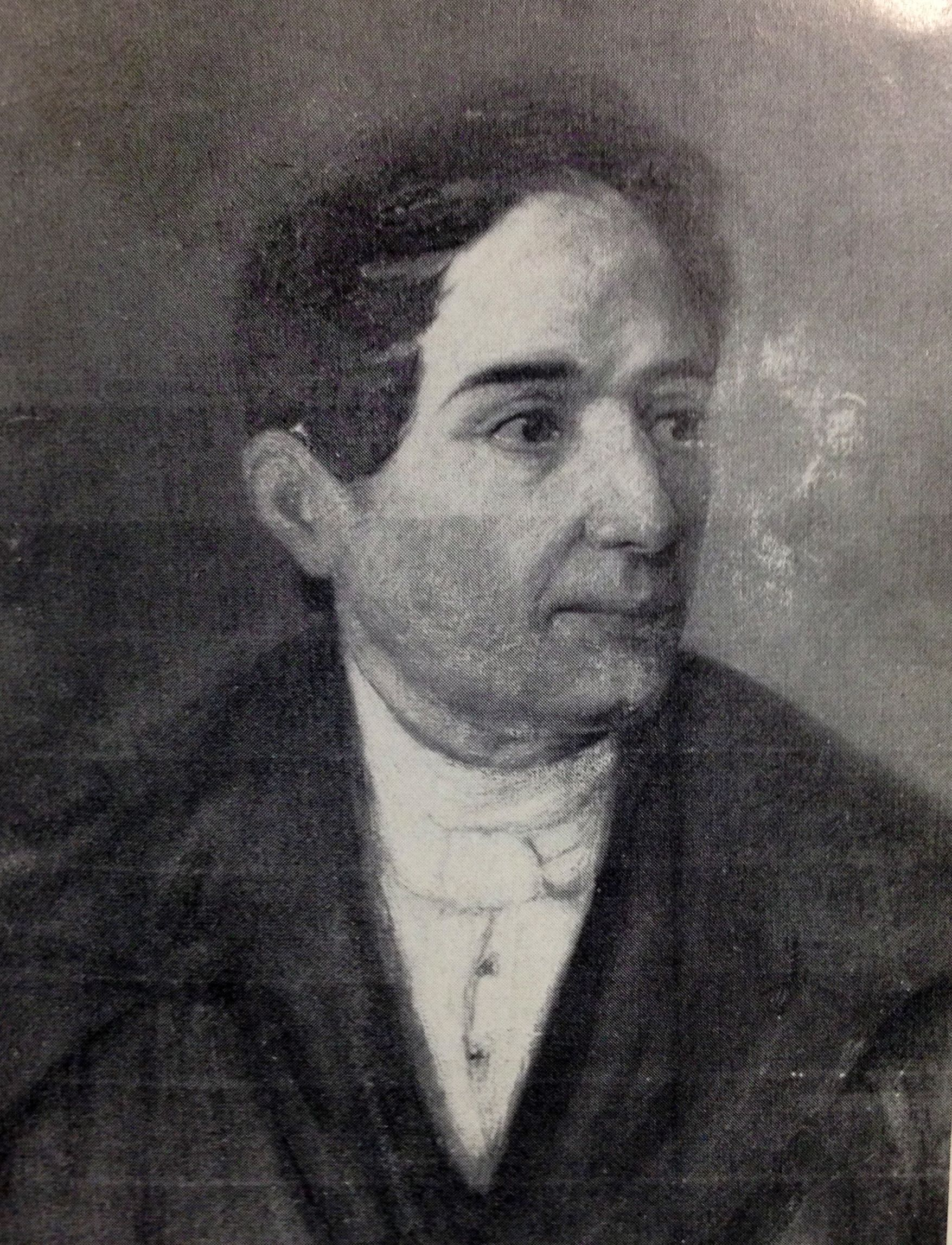
Christian Samuel von Herff
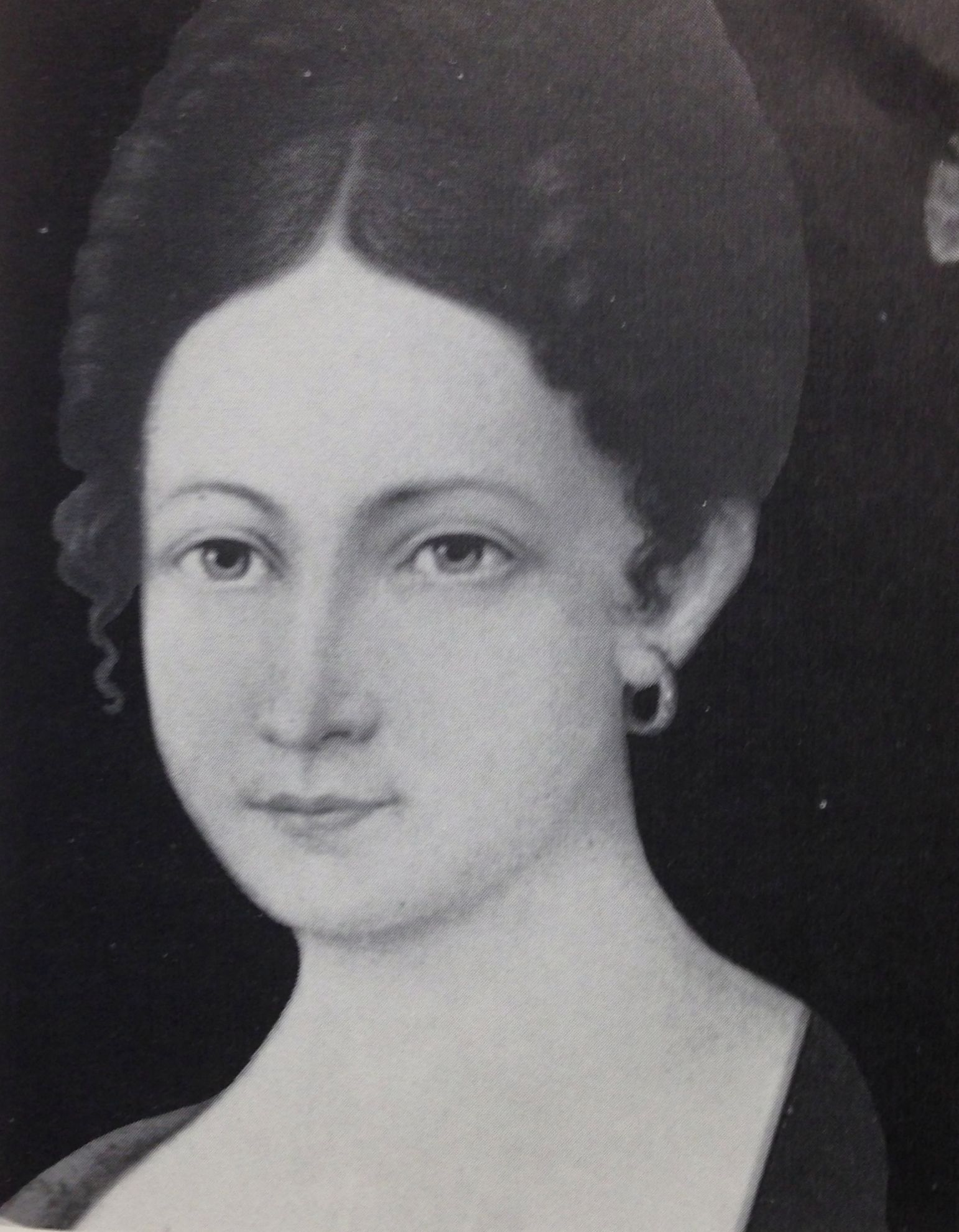
Elisabeth von Meusebach
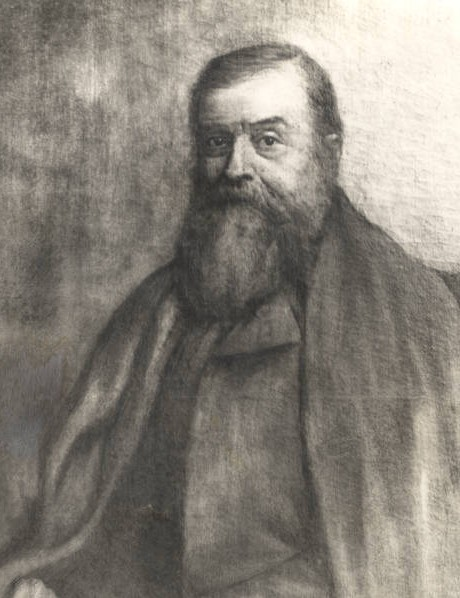
Ferdinand von Herff (Zeichnung ca. 1910; UTHSCSA Libraries)
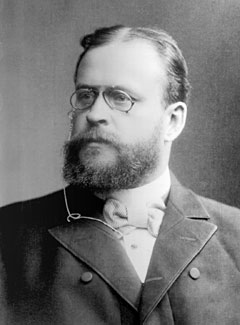
Otto von Herff